# Transpluto
Als Transpluto wurde zwischen 1930 und etwa 1985 ein hypothetischer zehnter Planet des Sonnensystems bezeichnet, den man außerhalb der Umlaufbahn des Pluto vermutete und jahrzehntelang suchte. Der Name lehnte sich an die um 1890 entstandene Arbeitsbezeichnung Transneptun an, die sich 1930 mit der Entdeckung Plutos zunächst erübrigte und heute der Name einer ganzen Gruppe sonnenferner Asteroiden und Zwergplaneten ist. Bis zur Herabstufung des vormals neunten Planeten Pluto zum Zwergplaneten am 24. August 2006 sprach man bei der Suche nach einem weiteren Planeten auch von Planet X, wobei das „X“ neben dem Symbol für das Unbekannte auch für die römische Zahl 10 stand.

## Geschichte
Nachdem der Planet Neptun durch eine genaue Bahnanalyse des Uranus erfolgreich vorhergesagt wurde, postulierte Percival Lowell jenseits von Neptun einen neunten Planeten, den so genannten Transneptun, um Bahnabweichungen des Uranus und Neptun zu erklären. Er gründete 1894 das Lowell-Observatorium und suchte bis 1915 systematisch nach diesem Planeten. Der später damit beauftragte Clyde Tombaugh fand 1930 den Pluto beim intensiven Durchsuchen eines enger begrenzten Himmelsausschnittes eher durch Zufall. Trotz seiner geringen Größe (sie wurde bis etwa 1950 deutlich überschätzt und 1978 nach Entdeckung des Mondes Charon ein weiteres Mal nach unten korrigiert) galt Pluto 76 Jahre lang als der neunte Planet.
Bald stellte sich heraus, dass Pluto zu klein ist, um die Bahn des Neptun merklich zu stören und dessen Bahnabweichungen zu erklären. So begann am Lowell-Observatorium schon bald nach 1930 statt der Suche des Transneptun jene nach dem noch ferneren Transpluto. Ab 1957 führte Henry Lee Giclas eine systematische fotografische Durchmusterung des Himmels durch, die 18 Jahre in Anspruch nahm. Die der Suche zugrunde liegenden Bahnstörungen des Neptun waren lange Zeit nicht nachvollziehbar – man hielt sie für die Auswirkungen kleiner, unvermeidlicher Messfehler. Erst mit neueren Erkenntnissen in der Astrophysik war Neptuns Verhalten schließlich nachvollziehbar.

## Entdeckung kleinerer Objekte
Die Terminologie der sonnenfernen Objekte erwies sich zwischen 1980 und 1992 als erweiterungsbedürftig, als man an der Position des schon länger postulierten Kuipergürtels weitere transneptunische Objekte wie die Plutinos entdeckte.

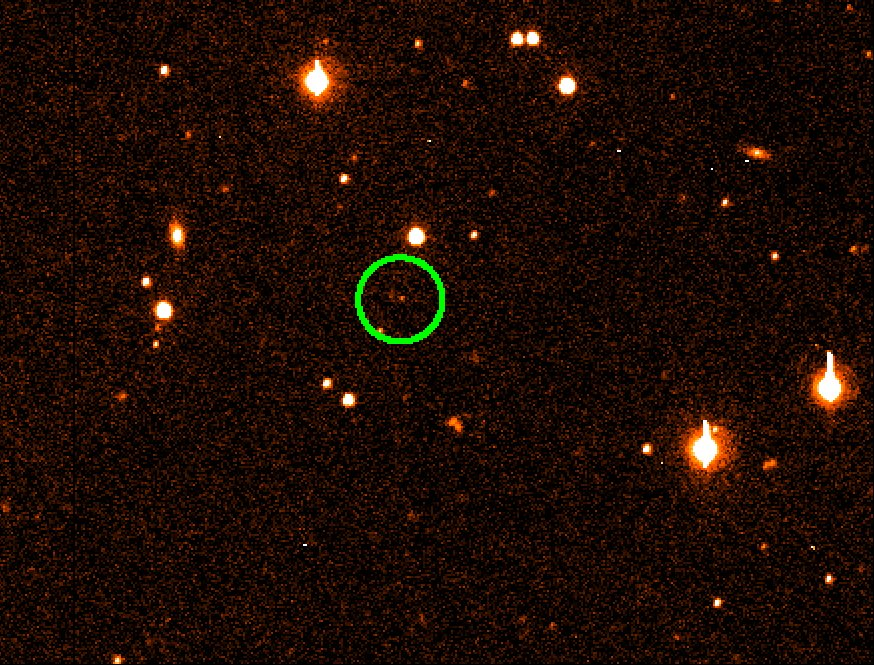
Sedna

Im März 2004 wurde das Thema „Zehnter Planet“ für die Medien wieder aktuell, als man die etwa 1000 km große Sedna in doppelter Pluto-Entfernung entdeckte, in der Fachwelt aber nicht als Planet einstufte. Schließlich wurde am 29. Juli 2005 die Entdeckung von Eris (zunächst als 2003 UB313) bekanntgegeben. Dieser ungefähr 2300 km große Körper wurde sowohl von der NASA als auch der Presse zur Zeit der Entdeckung als „zehnter Planet“ eingestuft. Eris erfüllte nach Bahn und Größe den Status eines „Transpluto“ und löste damit die „Planetendiskussion“ der Internationalen Astronomischen Union (IAU) aus. Nach der 2006 beschlossenen Definition von „Planet“ sind aber weder Pluto noch Eris Planeten, sondern gehören in die neu geschaffene Kategorie „Zwergplanet“.
Wenn es neben den (nach der Definition von 2006) acht Planeten einen weiteren geben sollte, müsste dieser per Definition „die Umgebung seiner Bahn bereinigt haben“. In den Außenbereichen des Sonnensystems wurden mittlerweile einige weitere größere Körper entdeckt. Die meisten davon sind den Asteroiden oder Kometen zuzuordnen. Eris und Pluto sind weiterhin die einzigen mit einem Durchmesser über 2000 km. Daher gilt heute die Existenz eines weiteren „wirklichen“ Planeten nach der neuen Planetendefinition als unwahrscheinlich.
Trotzdem wird immer wieder über die Existenz eines solchen Planeten spekuliert. Ein Grund dafür ist der scheinbar unbegrenzte Vorrat an Kometen aus den Zonen des Kuipergürtels und der Oortschen Wolke. Ein weiter außen kreisender Planet könnte mit seiner Schwerkraft dafür sorgen, dass Materie aus der Oortschen Wolke in das innere Sonnensystem gelangt.

## Weitere mögliche große Planeten

### Bedingungen
Nach heutigem Wissen kann es durchaus einen weiteren Planeten geben. Dieser dürfte allerdings keine merklichen Bahnstörungen auf die bekannten Planeten und Raumsonden im äußeren Sonnensystem verursachen und allen bisherigen Himmelsdurchmusterungen für sich bewegende Objekte entgangen sein. Insbesondere die Ergebnisse des Weltraumteleskops WISE schränken die Größe dieses Planeten stark ein und verlagern seine hypothetische Bahn auf mehrere hundert bis tausend AE. Auch müsste seine Bahn stark elliptisch sein oder weit außerhalb der Ekliptik liegen.
Ein Brauner Zwerg oder ein schwacher Stern („Nemesis“), der die Sonne zum Mitglied eines Doppelsternsystems machen würde, kann zwar bis heute (Stand Januar 2016) nicht definitiv widerlegt werden, ist aber sehr unwahrscheinlich, da er auf Grund seiner Eigenstrahlung durch die bisherigen Himmelsdurchmusterungen sehr wahrscheinlich gefunden worden wäre.

### Tyche
1999 berechneten John B. Murray von der Open University in Großbritannien und John Matese von der University of Louisiana at Lafayette unabhängig voneinander die Bahnen langperiodischer Kometen. Dabei kamen sie zu dem Schluss, dass ein möglicher bisher unbekannter Himmelskörper regelmäßige Bahnstörungen bei den Körpern der Oortschen Wolke verursachen würde und diese dadurch auf Kometenbahnen ins innere Sonnensystem gelenkt würden. Murray postulierte als Verursacher einen großen „Planeten X“ (Tyche) mit einer Masse zwischen 1 und 10 Jupitermassen in einer Entfernung von 30.000 bis 50.000 AE von der Sonne (etwa 1/10 bis 1/6 der Entfernung zum nächsten Stern). Die Bahn eines solchen Körpers dürfte gemessen am Alter des Sonnensystems nicht stabil sein, da ein Umlauf um die Sonne Millionen Jahre betragen würde. Nach den bisherigen Modellen kann sich allerdings bei der Entstehung des Sonnensystems in dieser Entfernung kein Planet gebildet haben, weshalb Murray vermutet, dass er entweder ein einstmals aus dem interstellaren Raum in das Sonnensystem eingedrungener Planemo ist oder aber durch Migration nach außen wanderte.
Bisher lässt sich Murrays These weder bestätigen noch ausschließen. Jedoch konnte das Infrarot-Weltraumteleskop WISE keinen Planeten von Jupitergröße innerhalb von 26.000 AE Sonnenabstand nachweisen.

### Möglichkeit eines Objektes planetarer Masse außerhalb des Kuiper-Gürtels („Planet Neun“)
Die erste Hypothese über einen möglichen Planeten am äußersten Rand des Sonnensystems stammt von Daniel Whitmire. Im Jahr 1985 nannte er ihn noch „Planet X“.
Ergebnisse aus dem Vergleich der Bahndaten des Zwergplaneten Sedna und dem Ende 2012 entdeckten Asteroiden 2012 VP113 lassen sich gemäß einer Anfang 2014 veröffentlichten Untersuchung einiger Forscher damit erklären, dass es einen unentdeckten Planeten mit mindestens der zehnfachen Erdmasse außerhalb des Kuiper-Gürtels in einer Entfernung von „einigen hundert AE“ geben könnte. Es werden aber auch andere Erklärungen solcher Bahndaten diskutiert. Eine kurz darauf (März 2014) veröffentlichte Arbeit verneint auf Grund der Messung von Bahnstörungen bekannter Objekte des Sonnensystems im Rahmen der heute erzielbaren Messgenauigkeit die Existenz eines Planeten mit doppelter Erdmasse innerhalb von etwa 500 AE Sonnenabstand, und für einen Planeten mit 15-facher Erdmasse innerhalb von etwa 1000 AE. 2016 postulierten die US-Astronomen Batygin und Brown (California Institute of Technology) die Existenz eines Planeten mit mindestens etwa der 10-fachen Erdmasse und einer Umlaufzeit von bis zu 20.000 Jahren anhand mathematischer Berechnungen.